# 圣若泽-杜巴雷鲁
圣若泽-杜巴雷鲁是巴西圣保罗州的一个市镇。总面积570.629平方公里，总人口4278人，人口密度7.5人/平方公里。